# Anvil Stacks
Die Anvil Stacks sind zwei markante Brandungspfeiler (englisch stacks) jeweils in Form eines Amboss (englisch anvil) vor der Südküste des westlichen Endes von Südgeorgien. Sie liegen nahe der Einfahrt zur Elephant Cove.
Ihre frühere Benennung als Elephant Bay Islands stammt von auf Südgeorgien stationierten Robbenjägern. Ihren heutigen deskriptiven Namen erhielten sie durch den South Georgia Survey nach einer Vermessung zwischen 1951 und 1952.